# 海伦妮·迈尔
海伦妮·迈尔（德語：Helene Mayer，1910年12月20日—1953年10月10日），德国、美国女子击剑运动员。她曾代表德国参加1928年、1932年和1936年夏季奥林匹克运动会击剑比赛，获得一枚金牌和一枚银牌。